# Sorbus rosea
Sorbus rosea är en rosväxtart som beskrevs av Mcall.. Sorbus rosea ingår i släktet oxlar, och familjen rosväxter. Inga underarter finns listade i Catalogue of Life.